# Villa Hagemann

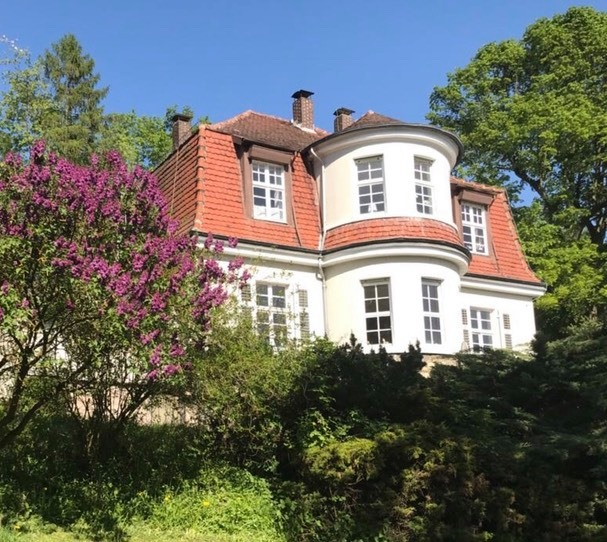
Villa Hagemann (2021)

Die Villa Hagemann ist eine 1913 erbaute Villa in der ostwestfälischen Stadt Warburg. Sie ist in der Liste der Baudenkmäler in Warburg eingetragen.

## Geschichte
Die Villa wurde auf einem früher etwas größeren Hanggrundstück errichtet nach Planung des Architekten F. Lücke aus Paderborn errichtet. Bauherr war der „Telegraphen-Bauführer“ H. Hagemann. Bis 2017 war sie in Besitz der Familie Hagemann und stand zuletzt fast 10 Jahre leer. Danach wurde sie von der deutsch-britischen Familie Ivonne und Daniel Wild erworben, die sie behutsam als Einfamilienhaus saniert und modernisiert hat und mit ihren zwei Kindern und mehreren Hunden bewohnt.

## Baubeschreibung
Das auf einem hohen Kellersockel stehende, eingeschossige Gebäude wurde in neoklassizistischen Formen der Reformarchitektur der Zeit kurz vor dem Ersten Weltkrieg errichtet. Charakteristisch ist das große, allseits abgewalmte Mansarddach mit Biberschwanzeindeckung. Der monumentale Säuleneingang mit Überdachung liegt an der Südostseite. Die Südwestseite ist symmetrisch und wird geprägt durch einen mittigen, halbrunder Erker mit drei Fenstern pro Etage, der bis in das Mansardgeschoss geführt ist. Die Holzsprossenfenster, Klappläden, Fensterlaibungen, Gesimse und weiterer Architekturschmuck sind weiß gestrichen und heben sich gut von dem leicht getönten Putzflächen ab. Im Inneren sind noch zahlreiche Details aus der Bauzeit wie die profilierte Zimmertüren, Küchenfliesen und ein großer vom Flur heizbarer Kachelofen mit Jugendstilfliesen erhalten und wurden sorgfältig restauriert.